# Brianna Glenn
Brianna Marie Glenn, född den 18 april 1980 i Santa Ana i Kalifornien, är en amerikansk före detta friidrottare som tävlade i längdhopp och kortdistanslöpning.

## Karriär
Glenn studerade vid University of Arizona 1998–2002 och tävlade för universitetets idrottsförening Arizona Wildcats. Hon blev amerikansk collegemästare utomhus 2001 i både längdhopp, på 6,56 meter, och 200 meter, på 22,92 sekunder. Ingen kvinna hade tidigare lyckats bli amerikansk collegemästare utomhus i både längdhopp och kortdistanslöpning i samma mästerskap.
Glenn vann sitt enda amerikanska seniormästerskapsguld vid utomhusmästerskapen 2002, då hon vann i längdhopp med ett hopp på 6,46 meter.
På den internationella scenen deltog Glenn vid VM 2009 i Berlin, där hon blev nia i längdhopp på 6,59 meter (vilket senare förbättrades till åtta när silvermedaljören, ryskan Tatiana Lebedeva, diskades). Följande år tävlade hon i längdhopp vid inomhus-VM i Doha, men där tog hon sig inte vidare från kvalet.

## Efter karriären
Efter karriären grundade Glenn en exklusiv resebyrå.

## Personliga rekord
- Längdhopp – 6,87 meter (16 juni 2011 i Chula Vista)
- 60 meter – 7,25 sekunder (8 mars 2002 i Fayetteville & 4 februari 2006 i Flagstaff)
- 100 meter – 11,10 sekunder (21 juni 2007 i Indianapolis)
- 200 meter – 22,91 sekunder (19 maj 2002 i Pullman)